# Oerwoudoorlogvoering
Oerwoudsoorlogvoering is een term die gebruikt wordt voor de speciale technieken die nodig zijn voor militaire operaties in oerwoudgebieden. Het is een onderwerp van uitgebreide studie door militaire strategisten en was een belangrijk onderdeel van de planning van beide partijen in vele conflicten zoals de Tweede Wereldoorlog en de Vietnamoorlog.